# Songs from a Two-Room Chapel
Songs from a Two-Room Chapel är den svenska artisten Christian Kjellvanders första soloalbum, utgivet 2002.

## Låtlista
Samtliga låtar skrivna av Christian Kjellvander.
1. "Homeward Rolling Soldier" - 3:53
2. "Words in the Wires" - 3:07
3. "Allelujah" - 5:06
4. "Broken Wheels" - 4:11
5. "Log at 25" - 4:50
6. "Oh Night" - 3:41
7. "Deliverance" - 4:22
8. "Polish Daughter" - 4:21
9. "At the Rapids" - 3:58
10. "Rid" - 4:21

## Listplaceringar
| Lista (2002) | Topplacering |
| ------------ | ------------ |
| Sverige      | 27           |

### Fotnoter
1. ↑  Placeringar på den svenska albumlistan